# Clydesdale (cavallo)
Il Clydesdale è una razza di cavalli da tiro pesante lento nominati e derivati dalle fattorie presenti nella contea di Clydesdale, riconosciuta come Lanark o Lanarkshire situata in Scozia. Sebbene originariamente fosse una delle razze da tiro di mole più piccola, si presenta come una delle razze di stazza più imponente. Viene riconosciuta dal caratteristico manto baio e dalle sue porzioni degli arti distali bianche. Essendo facilmente domabile e di carattere mansueto, fu utilizzato per l'agricoltura e il trasporto, e nel ventunesimo secolo è ancora impiegato come cavallo da tiro pesante.

## Storia e origine
Il Clydesdale è una razza autoctona della Scozia che nasce nella contea di Clydesdale, la quale prende il nome dal piccolo fiume Clyde. La razza incominciò a definirsi tra il 1715 e il 1720 quando il sesto Duca di Hamilton importò dalle Fiandre uno stallone baio scuro, e successivamente John Paterson di Lochlyloch importò dall'Inghilterra un altro stallone fiammingo, con manto morello, muso bianco e gambe con parti bianche. Gli stalloni fiamminghi vennero incrociati con le fattrici da calesse del Lanarkshire per ottenere esemplari di mole più elevata, il risultato si rivelò un successo e il sangue degli stalloni fiamminghi divenne rapidamente famoso e ricercato.
Nel 1808, a Shotts Hill Mill Carstairs, si tenne una svendita dei possedimenti di Mr Clarkson discendente dei Paterson's di Lochlyloch, all'epoca importatori dello stallone fiammingo morello. Il signor Somerville di Lampits Farm, partecipò alla svendita ed acquistò una puledra di due anni. Ci sono ragioni fondate per cui credere che lo stallone fiammingo morello importato allora sia all'interno dell'albero genealogico di questa puledra.
La puledra di Lampits Farm partorì un puledro morello, che prese il nome di “Thompson's Black Horse”, o “Glancer”, la sua genealogia è presente in tutti gli alberi genealogici dei Clydesdale. Glancer aveva tratti di bianco su entrambi gli arti posteriori e venne descritto come un cavallo “dal corpo forte e robusto incastonato su gambe corte e spesse, le cui ossa pulite e affilate sono state fuse con bei capelli fluenti setati”. Tra i puledri della fattrice di Lampits spiccarono anche Farmers Fancy e Glancer, i quali apportarono caratteristiche importanti che contribuirono al consolidamento della razza.
Nel 1837 in Scozia tra distretti fu attuato un programma di selezione di stalloni. Questo programma consisteva in società locali agricole che partecipavano a delle mostre per scegliere il miglior stallone con cui attuare miglioramento genetico della razza. Il proprietario dello stallone vincitore veniva premiato con un premio in denaro e in seguito lo stallone veniva portato in un'area e fatto accoppiare con le cavalle locali. Si fece uso di questo sistema in tutta la Scozia e nel nord dell'Inghilterra. 
Attraverso precisi incroci con cavalle locali, questi stalloni diffondevano il tipo Clydesdale nelle aree precedentemente assegnate, e nel 1840, i cavalli da tiro scozzesi e il Clydesdale erano un'unica razza. 
Tra i cavalli da tiro pesante della Gran Bretagna, il Clydesdale è stata una delle prime razze ad avere un'associazione specifica. Nel 1877 fu fondata la Clydesdale Horse Society of Scotland, seguita nel 1879 dall'American Clydesdale Association (in seguito ribattezzata Clydesdale Breeders degli Stati Uniti), che servì sia gli appassionati di razza statunitensi e canadesi. Il primo libro genealogico americano è stato pubblicato nel 1882. 

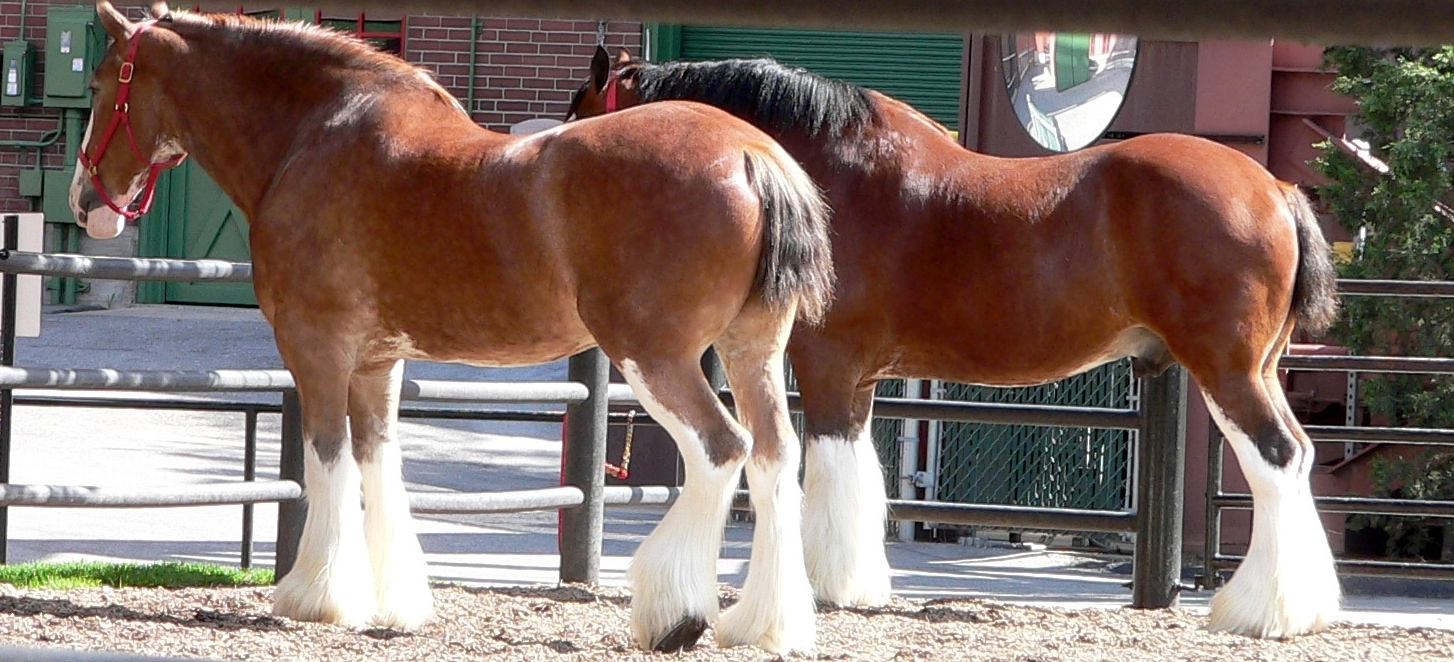
Clydesdale veduta laterale esemplare maschio e femmina

Il primo utilizzo del nome "Clydesdale" in riferimento alla razza risale al 1926 in un'esibizione a Glasgow. 
Al suo apice, la Scozia contò circa 140 000 Clydesdale di fattoria e in più un numero sconosciuto di città. Molti Clydesdale furono esportati dalla Scozia tra la fine del XIX e l'inizio del XX secolo, 1617 stalloni lasciarono il paese solo nel 1911. Tra il 1850 e 1880 numerosi stalloni e fattrici vennero esportati principalmente in Australia e Nuova Zelanda. Tra il 1884 e il 1945 furono emessi certificati di esportazione per 20.183 cavalli. Questi cavalli furono esportati in altri paesi del Regno Unito, così come nel Nord e Sud America, Europa continentale, e Russia. Durante la prima guerra mondiale ci fu la coscrizione di migliaia di cavalli per lo sforzo bellico e, dopo la guerra, i numeri della razza diminuirono man mano che le fattorie diventarono sempre più meccanizzate. Questo declino continuò tra le due guerre. Dopo la seconda guerra mondiale, il numero di stalloni riproduttori Clydesdale in Inghilterra passò da più di 200 nel 1946 a 80 nel 1949. Nel 1975, e la Rare Breeds Survival Trust li ha ritenuti "vulnerabili all'estinzione", con meno di 900 femmine riproduttrici nel Regno Unito. 
Molti Clydesdale vennero esportati dalla Scozia tra la fine del XIX e l'inizio del XX secolo. Questi andarono in Australia e Nuova Zelanda, e nel 1918 in Australia fu fondata la Commonwealth Clydesdale Horse Society. Tra il 1906 e il 1936 furono allevati così tanti Clydesdale che le altre razze da tiro diventarono sconosciute. Più di 25 000 Clydesdale furono registrati in Australia dal 1906 al 1936. La razza per la sua intensa diffusione e ampio impiego viene ancora riconosciuta come “la razza che costruì l'Australia”.
Negli anni '90, la popolarità e i numeri della razza sono cominciati ad aumentare. Nel 2005, la Rare Breeds Survival Trust ha cambiato lo stato della razza in "a rischio", poiché nel Regno Unito erano presenti circa 1.500 femmine riproduttrici. Nel 2010, sono stati classificati come "vulnerabili". Il Clydesdale è ancora considerato in osservazione dalla American Livestock Breeds Association, e ciò è dovuto al fatto che si registrano meno di 2500 cavalli all'anno negli USA e meno di 10 000 in tutto il mondo. Nel 2010 sono stati stimati attorno ai 5000 esemplari di Clydesdale nel mondo: 4.000 sono situati negli Stati Uniti e in Canada, 800 nel Regno Unito, e il restante in altri paesi come Russia, Giappone, Germania, e Sud Africa.

## Caratteristiche morfologiche della razza
La conformazione del Clydesdale è cambiata notevolmente nel corso della sua storia. Negli anni Venti e Trenta, era un cavallo compatto più piccolo dello Shire, del Percheron e del Belga. A partire dagli anni '40, gli animali da riproduzione furono selezionati per produrre cavalli più alti e maestosi da esibire nelle sfilate e negli spettacoli. 
Nel ventunesimo secolo un esemplare di Clydesdale maschio adulto può essere alto al garrese da 164 cm a 173 cm, mentre un esemplare femmina adulto può arrivare all'altezza da 163 cm a 165 cm. Il peso oscilla dai 700 kg a 1000 kg. 
La razza è di tipo brachimorfo. La testa si presenta raccolta con profilo fronto-nasale rettilineo o leggermente convesso, la fronte è ampia e piatta. Il collo risulta muscoloso, abbastanza lungo, arcuato, largo alla base e fuso armoniosamente sulle spalle inclinate. Il torace è ampio e profondo e l'addome leggero e snello. Il garrese è alto, la linea dorso-lombare è corta e leggermente insellata (quest'ultima caratteristica denota la capacità dell'animale di trasportare grandi carichi) i lombi sono larghi. La groppa si presenta muscolosa, lunga, ampia, e obliqua. L'attaccatura della coda è alta. Gli arti sono lunghi, solidi, e dotati a partire dal ginocchio e fino allo zoccolo di pelosità. Lo zoccolo del Clydesdale è grande, tondeggiante, con unghia liscia e spesso chiara. 
I mantelli tipici dei Clydesdale sono baio, baio scuro, e morello, mentre i manti più rari sono roano, sauro, e il grigio. La maggior parte degli esemplari hanno dei segni bianchi: sul muso ad esempio una lista, sulle gambe ad esempio le balzane, e occasionalmente hanno delle macchie sul corpo in genere trovate sul ventre inferiore.

### Genetica del mantello
Le marcature bianche estese sono dovute alla genetica del Draft-Type-Sabino. Alcuni allevatori di Clydesdale prediligono gli esemplari con segni bianchi sul muso e sulle gambe e con il resto del corpo con un colore uniforme. Per ottenere questo specifico risultato, vengono incrociati cavalli con una sola gamba bianca, e cavalli con quattro gambe bianche e che possiedono tratti della genetica Draft-Type-Sabino. Mediamente il risultato dell'incrocio è un puledro con la quantità desiderata di segni bianchi. 

## Patologie comuni
Le associazioni di razza prestano molta attenzione alla qualità degli zoccoli e degli arti, a causa di un possibile grado eccessivo di vaccinismo. Inoltre i Clydesdale sono stati identificati come a rischio di linfedema progressivo cronico, dovuto in parte a una predisposizione genetica all'alterazione del metabolismo dell'elastina e a un indebolimento del sistema linfatico delle estremità distali degli arti. La patologia presenta sintomi clinici come gonfiore progressivo, ipercheratosi e fibrosi delle porzioni distali degli arti. Un'altra preoccupazione per la salute della razza è una condizione della pelle sulla parte inferiore della gamba dove c'è maggiore densità di peli. Viene comunemente chiamato “prurito di Clyde ", si pensa sia causato da un tipo di rogna. I Clydesdale sono anche noti per sviluppare scottature da sole su qualsiasi porzione di pelle depigmentata del muso.

## Attitudini passate e attuali

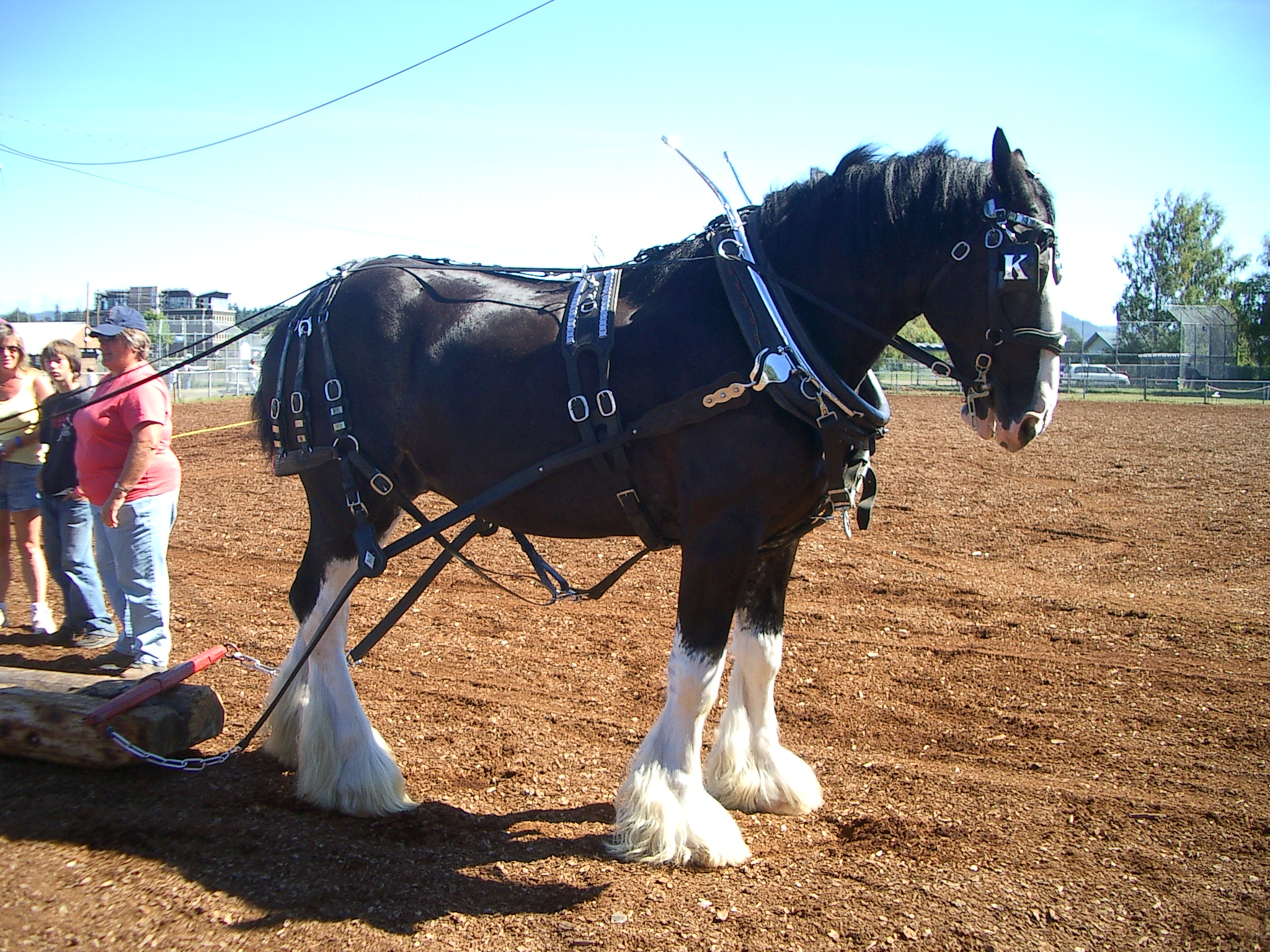
Clydesdale durante traino tronchi

Un tempo il Clydesdale fu utilizzato dai cavalieri medievali come destriero poiché grazie alle sue dimensioni e forza era in grado di trasportare il cavaliere e la sua imponente armatura in battaglia .Successivamente venne impiegato come cavallo da trasporto e in agricoltura, per trasportare il carbone nel Lanarkshire e per trasportare materiale ancora più pesante a Glasgow. I Clydesdale, sono ancora utilizzati per alcuni di questi ambiti, tra cui agricoltura, il taglio e traino di alberi abbattuti nelle foreste scozzesi. Vengono anche cavalcati, tenuti come animali da compagnia e partecipano a parate. 

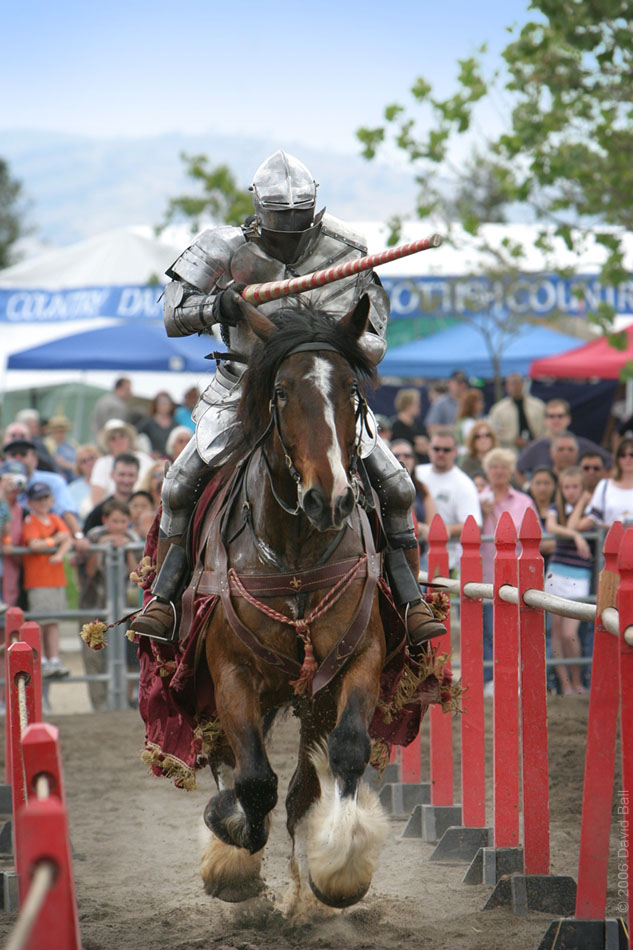
Un Clydesdale durante una fiera rinascimentale

Gli esemplari più famosi di questa razza sono i Clydesdale della Budweiser. Questi cavalli erano inizialmente di proprietà della fabbrica di birra Budweiser verso la fine del Proibizionismo negli Stati Uniti, e da allora sono diventati un simbolo internazionale sia della razza che del marchio. Il programma di allevamento Budweiser, con i suoi severi standard di colore e conformazione, ha notevolmente influenzato l'aspetto fisico della razza negli Stati Uniti al punto che molte persone credono che i Clydesdale siano sempre di color baio con segni bianchi. La razza Clydesdale è adoperata dalla British Household Cavalrycome cavalli da tamburo, conducendo le sfilate in occasioni cerimoniali e di stato. I cavalli selezionati hanno manti appariscenti come il pezzato e roano. Per essere utilizzati a questo scopo, un cavallo deve essere alto almeno 173 cm. I cavalli vengono cavalcati dalla guida musicale assieme a due tamburi d'argento del peso di 56 chilogrammi ciascuno. 
Alla fine del XIX secolo, il sangue di Clydesdale fu aggiunto alla razza da tiro Irlandese nel tentativo di migliorare e rafforzarla.Tuttavia, questi sforzi non vennero visti come di successo, poiché gli allevatori di cavalli da tiro irlandesi pensavano che il sangue di Clydesdale rendesse i loro cavalli più grossolani e disposti a patologie delle gambe. Il Clydesdale fu determinante nella creazione del cavallo Gypsy Vanner, sviluppato in Gran Bretagna. Inoltre insieme ad altre razze da tiro fu anche usato per creare l'Australian Draft Horse. All'inizio del XX secolo, furono spesso incrociati con i pony della Dales, creando cavalli da tiro di media taglia utili per trainare carri commerciali e artiglieria militare.

## Principi di nutrizione

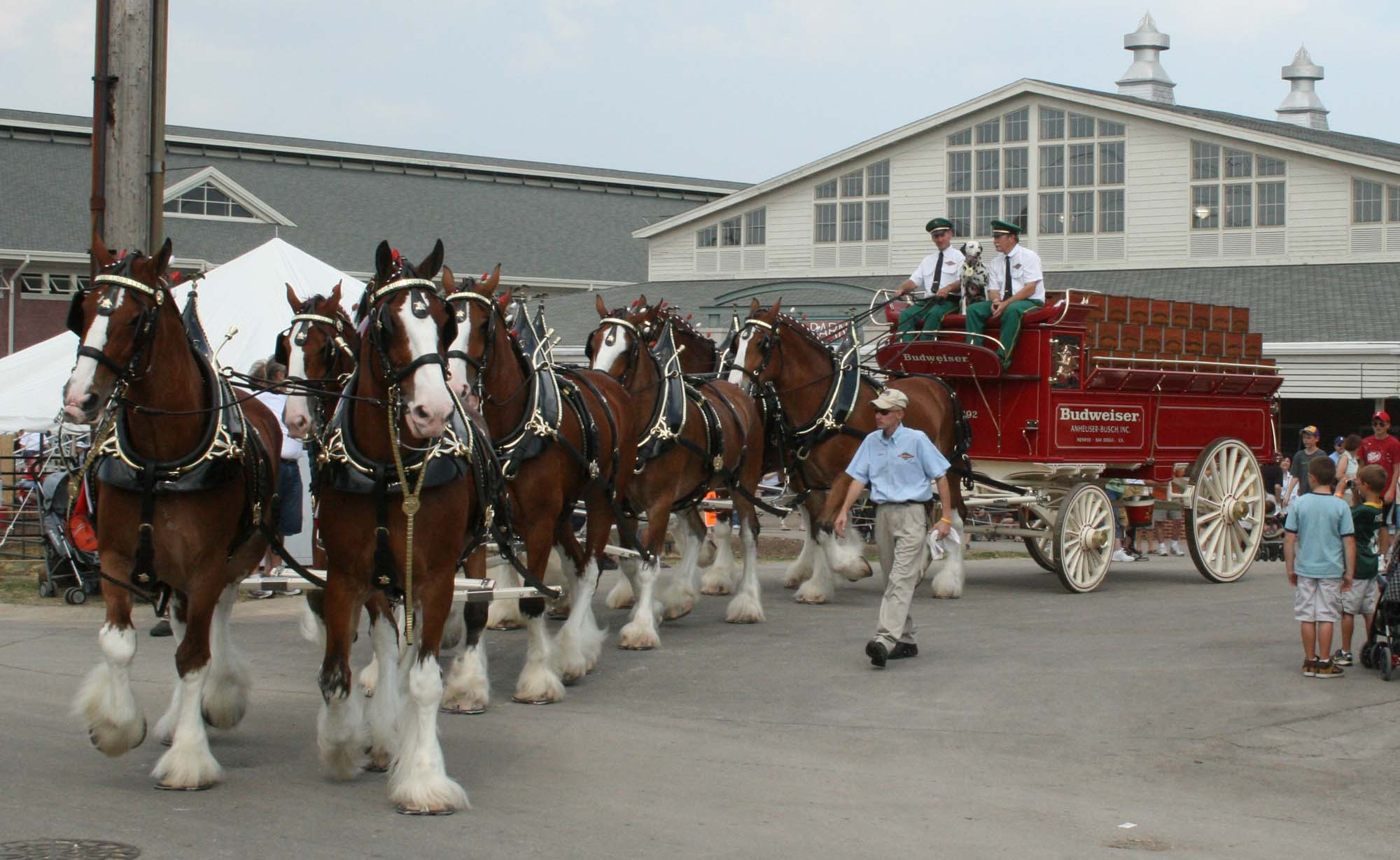
Carrozza della Budweiser trainata da Clydesdale

Prima di formulare una dieta idonea per l'animale è fondamentale valutare la mansione che esso è chiamato a svolgere. 
La forza media che un cavallo può sviluppare è inversamente proporzionale alla velocità di avanzamento, questo si verifica a maggior ragione nel Clydesdale che è un cavallo da tiro pesante lento. La potenza sviluppata dipende dalla velocità e dalla quantità giornaliera di lavoro.
La forza di trazione è più elevata durante i periodi brevi: il cavallo è in grado di sviluppare l'equivalente del 35% del suo peso in forza, e può arrivare per qualche secondo all'80%-100% del suo peso durante attività molto onerose.
I consumi energetici sono stati studiati mettendo in relazione i consumi di ossigeno in condizioni standard e sotto sforzo a diversa intensità, durata e velocità di svolgimento del lavoro.

### Bisogni nutrizionali

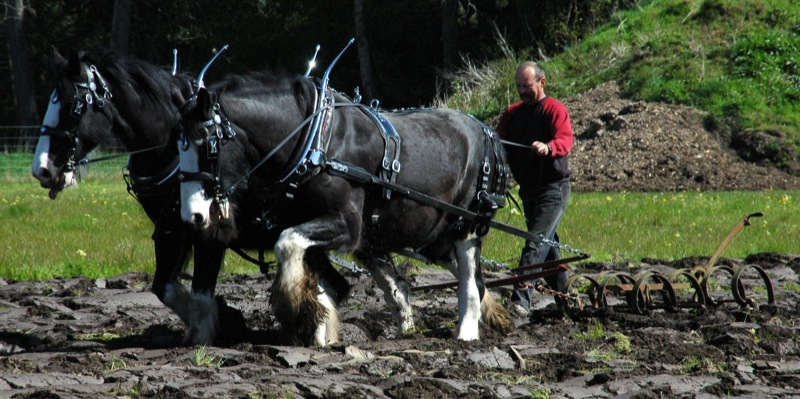
Clydesdale durante lavorazione di erpicatura

Gli apporti alimentari devono consentire nel medio termine il mantenimento del peso vivo e lo stato corporeo. Le attività di locomozione e di trazione sono esterne a quello che è il dispendio energetico a riposo pertanto vengono addizionate a quest'ultimo.
I fabbisogni energetici per giorno di lavoro sono stabiliti con prove di alimentazione che tengono conto di: età, temperamento e stato di allenamento del cavallo, pertanto gli apporti energetici devono porre il cavallo in condizioni tali da poter svolgere il lavoro richiesto e al contempo di mantenere invariato il proprio stato corporeo.
L'intensità del lavoro viene classificata in tre categorie in base allo sforzo richiesto e alla durata.
| Intensità lavoro | Tipo di lavoro                                                                   |
| ---------------- | -------------------------------------------------------------------------------- |
| Leggera          | Taglio fieno                                                                     |
| Media            | Lavori su terreni leggeri o sarchiatura ed erpicatura su tutti i tipi di terreno |
| Intensa          | Lavori su terreni pesanti                                                        |

| Elementi da apportare giornalmente | Elementi da apportare giornalmente | Elementi da apportare giornalmente | Elementi da apportare giornalmente | Elementi da apportare giornalmente | Elementi da apportare giornalmente | Elementi da apportare giornalmente | Elementi da apportare giornalmente | Elementi da apportare giornalmente |
| Uso                                | Intensità di lavoro                | UFC                                | SADC (g) proteina digeribile       | Ca (g)                             | F(g)                               | Mg(g)                              | Na(g)                              | Kg (SS)                            |
| Cavallo di 700 Kg                  | Cavallo di 700 Kg                  | Cavallo di 700 Kg                  | Cavallo di 700 Kg                  | Cavallo di 700 Kg                  | Cavallo di 700 Kg                  | Cavallo di 700 Kg                  | Cavallo di 700 Kg                  | Cavallo di 700 Kg                  |
| ---------------------------------- | ---------------------------------- | ---------------------------------- | ---------------------------------- | ---------------------------------- | ---------------------------------- | ---------------------------------- | ---------------------------------- | ---------------------------------- |
| Mantenimento                       | a riposo                           | 5.2                                | 380                                | 35                                 | 21                                 | 9                                  | 17                                 | 9.0-10.0                           |
| Lavoro                             | leggera (6h/g)                     | 7.3                                | 500                                | 42                                 | 25                                 | 10                                 | 35                                 | 11.5-13.0                          |
|                                    | media (5h/g)                       | 8.0                                | 550                                | 49                                 | 26                                 | 13                                 | 42                                 | 12.5-15.0                          |
|                                    | intensa (4h/g)                     | 9.5                                | 645                                | 49                                 | 26                                 | 13                                 | 57                                 | 13.5-16.0                          |
| Cavallo di 800 Kg                  |                                    |                                    |                                    |                                    |                                    |                                    |                                    |                                    |
| Mantenimento                       | a riposo                           | 5.7                                | 420                                | 40                                 | 24                                 | 10                                 | 20                                 | 10.0-11.0                          |
| Lavoro                             | leggera (6h/g)                     | 7.8                                | 540                                | 48                                 | 28                                 | 11                                 | 38                                 | 12.5-14.0                          |
|                                    | media (5h/g)                       | 8.5                                | 580                                | 56                                 | 30                                 | 14                                 | 45                                 | 13.5-16.0                          |
|                                    | intensa (4h/g)                     | 10.0                               | 680                                | 56                                 | 30                                 | 14                                 | 60                                 | 14.5-17.0                          |
| Cavallo di 900 Kg                  |                                    |                                    |                                    |                                    |                                    |                                    |                                    |                                    |
| Mantenimento                       | a riposo                           | 6.2                                | 470                                | 45                                 | 27                                 | 11                                 | 22                                 | 11.0-12.0                          |
| Lavoro                             | leggera (6h/g)                     | 8.3                                | 570                                | 54                                 | 32                                 | 12                                 | 41                                 | 13.5-15.0                          |
|                                    | media (5h/g)                       | 9.0                                | 620                                | 63                                 | 33                                 | 14                                 | 48                                 | 14.5-17.0                          |
|                                    | intensa (4h/g)                     | 10.5                               | 715                                | 69                                 | 33                                 | 15                                 | 63                                 | 15.5-18.0                          |